# Creseis virgula
Creseis virgula är en snäckart som först beskrevs av Rang 1828.  Creseis virgula ingår i släktet Creseis och familjen Cavoliniidae. Utöver nominatformen finns också underarten C. v. conica.